# Osameli kras
Osameli kras je kraško ozemlje manjšega obsega, ki ga obdajajo območja brez kraškega značaja.
V Sloveniji ga najdemo v osrednjem in vzhodnem delu države, moravški dolini, v krajinskem parku Kamenščak med Duplekom in Hrastovcem.